# Русский месяцеслов

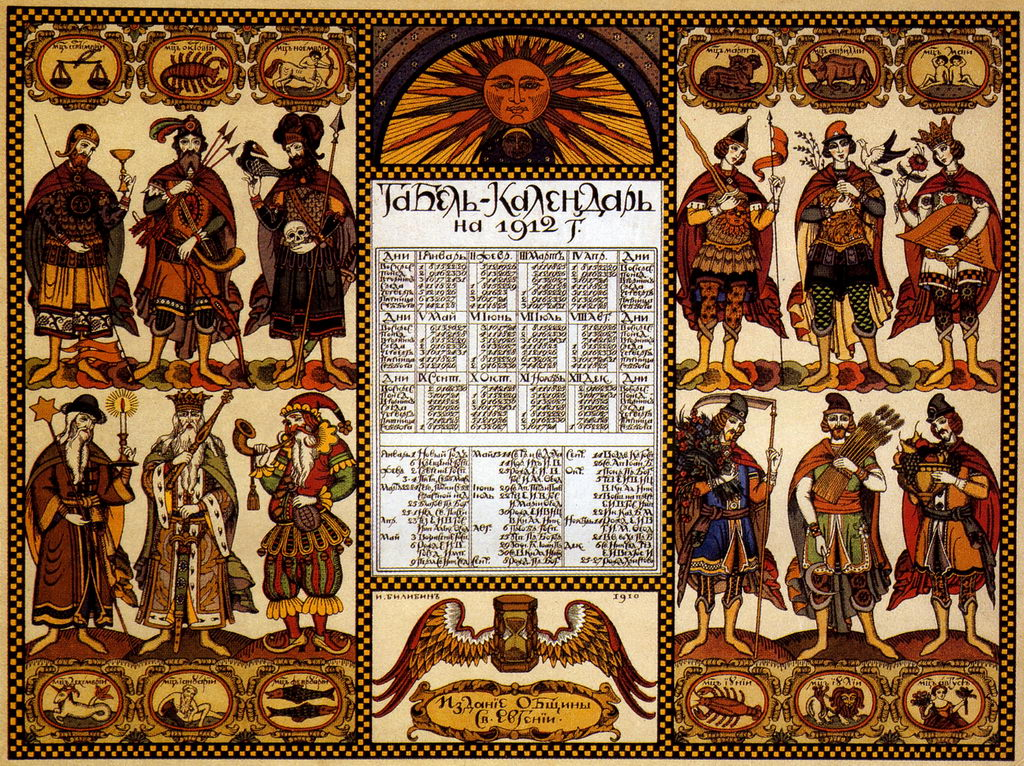
Иван Билибин.Табель-календарь на 1912 год

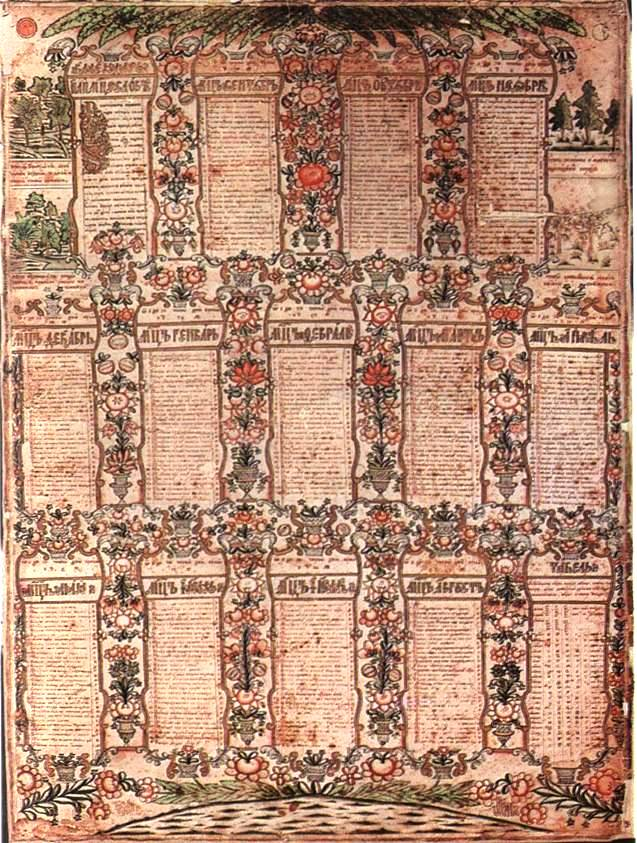
Народный месяцеслов (лубок, 1830-е годы)

Ру́сский месяцесло́в (Народный месяцеслов, Всенародный месяцеслов, Восточнославянский месяцеслов) — годовой круг, календарь русского (восточнославянского) крестьянства, выраженный в устном народном творчестве и расписанный по дням каждого месяца, за которыми закреплены отдельные приметы, обычаи, обряды, поверья и наблюдения за явлениями природы. Дни народного месяцеслова обычно соотносились с днями церковного месяцеслова, в котором в календарном порядке были расположены дни поминовения христианских святых и ангелов.

## Общие сведения

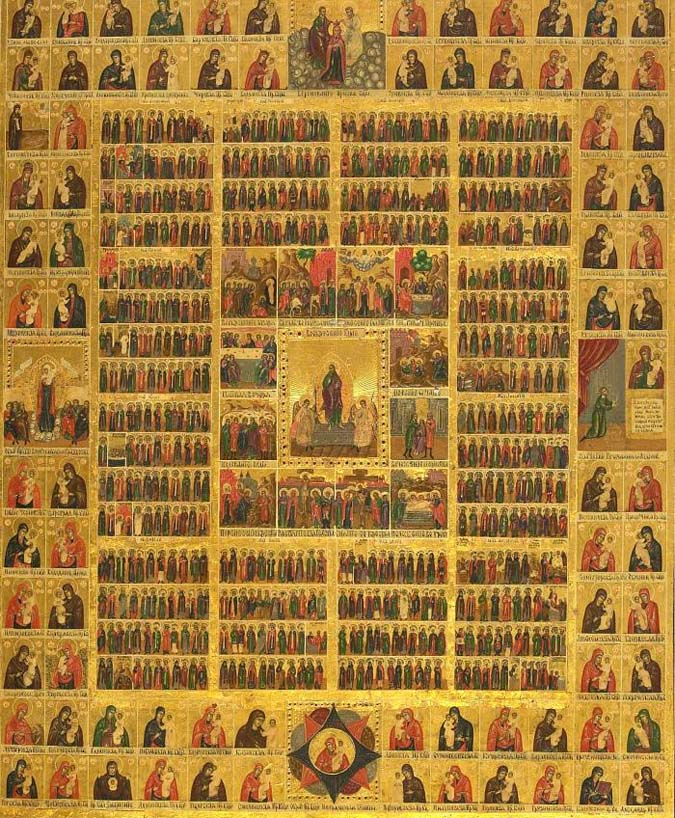
Русская икона «Минеи на год» (календарь на год) с изображением всех святых, расставленных по своим дням. XVIII—XIX вв.

Народный календарь восточных славян сложился исходя из сочетания сроков начала и конца определённых работ в поле и дома, наиболее удобных дат заключения брачных союзов. Принятие христианства оказало на него огромное воздействие. Церковь стремилась преобразовать языческую сущность празднеств, наложив на народный календарь церковный месяцеслов, или святцы, в которых в календарном порядке были расположены дни поминовения христианских святых, события из истории церкви. В результате подобного наложения возникли своеобразные «производственно-бытовые» святцы — народный месяцеслов. Каждый день в году оказался посвящённым какому-либо святому, а чаще даже нескольким, или некоему важному эпизоду из Библии. Таким образом, каждый день в году — стал праздником, большим (нерабочим) или малым (рабочим). Из народного календаря исчезли имена всех языческих богов, их заменили имена христианских святых. Но при всех этих изменениях сохранилось главное — дохристианское мировоззрение крестьянства, придавшее образам святых функцию покровителей плодородия. Так на Руси возникло особое, «бытовое православие», при котором святые превратились в добрых помощников крестьян в сельском труде, в семейной и общественной жизни.
По мнению Анны Некрыловой, «народный месяцеслов даёт прекрасную возможность увидеть, услышать, прочувствовать всю красоту и ёмкость фольклорного слова».
В России в первой половине XVIII века создан полный месяцеслов, в котором собраны памяти святых из разных церковных книг («Пролога», Четьих-Миней, Типикона, Следованной псалтири, Святцев). С XVIII века месяцесловы издавались массовыми тиражами, и использовались во всех слоях общества.

## Дни «в датах»

### Январь
| 1 января (01.01/14.01)  | Васильев день, Зажив дня Утром проводился обряд «посевания», чтобы в наступившем году был добрый урожай и достаток. С 1-го января начинаются «Страшные вечера». Считалось что вечером этого дня ведьмы «скрадывают месяц».                   |
| 2 января (02.01/15.01)  | Селиверстов день, День Кура и Курки Согласно народным поверьям, не только на земле зимой студёно-морозно, но и под землёй: «выгоняет мороз лихих сестёр из самого ада», «святой Сильверст гонит лихоманок-сестёр за семьдесят семь вёрст».   |
| 3 января (03.01/16.01)  | Доильница, Пророк Малахия Считалось, что если в этот день можно из человека выгнать нечистую силу, то с особой силой она нападает на скотину.                                                                                                |
| 4 января (04.01/17.01)  | Изгнание нечистого, Феклист По преданию, в этот день нечистая сила возвращается в свои владения, стараясь напоследок натворить как можно больше бед. В этот день по обычаю гнали чёрта из деревни.                                           |
| 5 января (05.01/18.01)  | Крещенский вечер, Водяная коляда Последний день Коляд. Ходят ряженые вокруг деревни, горящие головни носят. Медвежьей лапой во всякое окошко стучат. Последние святочные гадания.                                                            |
| 6 января (06.01/19.01)  | Водокрещи, Крещение Освящённую воду бережно приносили в дом. Этой водой омывались и очищались. |
| 7 января (07.01/20.01)  | Зимний свадебник, Бражник Начало малой свадебной поры — от Крещения до Масленицы. К родителям невесты засылают сватов и играют свадьбы. |
| 8 января (08.01/21.01)  | Провод коляд, Емельяны Перезимники В Белоруссии говорили: «До обеда Коляда» — окончательно прощались со Святками. До обеда не работали, а после обеда уже брались за отложенные занятия.                                                     |
| 9 января (09.01/22.01)  | Скрута будняя, Филипп Начинались будни. В этот день принято было мыться в банях. Говорили: «В деревнях печи топятся, в банях девки моются, а в добрых людях силы копятся».                                                                   |
| 10 января (10.01/23.01) | Григорий Летоуказатель Примечают, какое лето будет: засушливое или дождливое. Выходят в этот день смотреть на сенные стога и хлебные скирды и если заметят, что на них есть иней, то лето наступит серое и мокрое.                           |
| 11 января (11.01/24.01) | Федосей Весняк, Худосей Оттепели никак не ко времени: «Коли в январе март, бойся в марте января». Дальний путь в этот день заказан. Мороз худ, готовит хлуд. В этом морозе — пагуба силы неведомой.                                          |
| 12 января (12.01/25.01) | Бабий кут, Татьяна Крещенская Бабий кут — место у печи, где стояла домашняя утварь. Считалось, что если девушка хотела поскорее к парню в дом войти, она должна была незаметно оставить в бабьем куту, в избе у парня, шесточную ометалочку. |
| 13 января (13.01/26.01) | Ерёма на печи, Ермил Существовало поверье, что если нездоровится, тянет и крутит, или при боли в ногах, то нужно понаблюдать где любит лежать кошка, встать на это место и подольше не сходить. Поговорка: «Ерёма на печи, кошка в печурке». |
| 14 января (14.01/27.01) | Обряд скотины, Нина Корову «ладили», о домашней скотинке думали. Выбрасывали из-под коровы навоз. Стлали золотистую солому. Коровушка тяжелее ходила — скоро отёл.                                                                           |
| 15 января (15.01/28.01) | Павел — дня прибавил Павел взмок — дня приволок. Коли ветер — будет год сырой. Звёздная ночь с этого дня на следующий — к урожаю льна. |
| 16 января (16.01/29.01) | Пётр Полукорм На день Петра-полукорма выходят осматривать сенники и амбары. В сенниках, осматривая сено и солому, замечают, сколько вышло корму для скотины и сколько его осталось до весны.                                                 |
| 17 января (17.01/30.01) | Антон Перезимник Перезимник — обнадёжит, обтеплит, а потом обманет — всё морозом стянет. Обнадежит Антон теплом на один день, ибо «Хитёр Антон со всех сторон».                                                                              |
| 18 января (18.01/31.01) | Афанасий Ломонос, «Изгнание ведьм» Существовало поверье что только на «афанасьевские морозы» можно изгнать ведьм. |
| 19 января (19.01/01.02) | Макар валенком раздувает самовар, Макарьев день Макаром в старину прозывали мужичка, что слыл пройдохой и плутом. Мол, он душой не худ, а просто плут. Но вот чаёк с ним попить — одно удовольствие! Поутру — лечебный чай.                  |
| 20 января (20.01/02.02) | Ефим метельный, Ефимкины недели На Ефима — тут уж девкам неймётся, узнать торопятся: «Какова сударыня Маслена будет?» А старики подначивали: «Налетели с утра метели — быть Маслене метельной».                                              |
| 21 января (21.01/03.02) | Максим Утешитель Если в жизни что-то не ладилось, муж и жена выходили с крыльца, взявшись за руки, подходили к яблоне и отряхивали снег-иней неразведёнными руками — на счастье.                                                             |
| 22 января (22.01/04.02) | Тимофей Полузимник О нынешней стуже месяцесловы загодя предупреждали: «Не диво, что Афанасий-ломонос морозит нос, а ты погоди, дождись Тимофея-полузимника». С ветром стужа — то есть хуже, чем позимы!                                      |
| 23 января (23.01/05.02) | Агафий Полухлебник На Агафия забота: «Надобно ещё раз закрома оглядеть. Запасы хлебные пить-есть не просят. Но коли за ними не доглядишь оком, то заплатишь боком».                                                                          |
| 24 января (24.01/06.02) | Весноуказник, Аксинья Этот день называли — весноуказник, потому что «Какова Аксинья — такова и весна», то есть если в этот день хорошая погода, то и весна будет красная.                                                                    |
| 25 января (25.01/07.02) | Зимоуказчик, Григорий Богослов Этот день — зимоуказчик следующего года. Каков день с утра, такова будет первая половина следующей зимы. А погода с полудня до вечера предвещает вторую её половину.                                          |
| 26 января (26.01/08.02) | Заметуха, Фёдоров день Кольнёт мороз и отскочит, затаится в крепях таёжных за колодиной, в поле сугробами. Воет по-волчьи ветер, шатая деревья перелеска, мигают в острастку колючим блеском звёзды.                                         |
| 27 января (27.01/09.02) | Златоустьев огонь, Иоанн Златоуст Наслушивают огонь. Если в этот день без разбора знобит, в квашне спорынью унимает, то большуха русскую печь топит так, чтобы, когда поленья огнём занимаются, золотым бы устье печи казалось.              |
| 28 января (28.01/10.02) | Кудесы домового, Ефрем Сирин Кудесы — день угощения домового. Домовой — обычно это рачительный, заботливый дух («хозяин»), помогающий трудолюбивой, дружной семье. Но в этот день буйствует проказничает.                                    |
| 29 января (29.01/11.02) | Морозобитная былинка, Герасим По народному поверью, ведьмы устраивают в этот день пережины, заломы сухой травы, снегом незанесённой. Потому старики ходили в поле смотреть: не наследили там, случаем, нечистые?                             |
| 30 января (30.01/12.02) | Звериный свадебник, Три Святителя В это глухое зимнее время в лесу идут яростные схватки на выносливость, за право владеть лесными крепями. Звериный род берёт рост.                                                                         |
| 31 января (31.01/13.02) | Коник, Никита Новгородский Конёк над избой — охлупень, оберегающий избу, мол, лешим облюбован. Оседлает леший конька — и шатнётся изба, худые ветра подступят ко крыльцу.                                                                    |

### Февраль
| 1 февраля (01.02/14.02)            | Мышиное заклятье, Трифон На Трифона заговаривали мышей, чтобы уходили из избы и амбаров. Ночью звёзды ожигают. Человека, глядевшего в эту полночь на звёзды, потом трясучка изводила.                                                  |
| 2 февраля (02.02/15.02)            | Громница, Сретение Сустретьев день — зима с весною встретилась. Зима весну встречает, заморозить красную хочет, а сама лиходейка от своего хотенья только потеет. Сороковой день после зимнего солноворота.                            |
| 3 февраля (03.02/16.02)            | Починки, Семён и Анна Следуя поговорке «Готовь сани летом, а телегу зимой», хозяева сразу после сретенья с утра пораньше принимались за ремонт сельскохозяйственного инвентаря.                                                        |
| 4 февраля (04.02/17.02)            | Никола Студёный, Волчий сват Редкий год на Руси этот день обходится без морозов. На Студёного Николу снегу навалит гору. Никола студёный — волчий сват, маковый закат.                                                                 |
| 5 февраля (05.02/18.02)            | Агафья Коровница, Поминальница Селяне поминают в этот день отошедших в иной мир отцов-праотцев, дедов-прадедов. боты этого дня — пуще глаза беречь коровку-кормилицу, присматривать, стеречь от пришлых людей.                         |
| 6 февраля (06.02/19.02)            | Телятник, Вукола Вукола — начало весеннего отёла коров. Теплое сытное пойло корове не раз на день надобно принести, ей ведь ещё и телёнка кормить. А тот уже играет, к вымени тянется.                                                 |
| 7 февраля (07.02/20.02)            | Могущница, Лука На счастье и в раздачу нищим выпекались пироги с луком. Этот день был верховым для приготовления отваров и настоев из могущницы.                                                                                       |
| 8 февраля (08.02/21.02)            | Именины серпа, Захар Серповидец Кузнечный молот праздновал вместе с серпом очередную веху крестьянского годового круга. «Не обрежёшь вовремя серпа, не нажнёшь в поле снопа». Поновить насечку — работа ответственная.                 |
| 9 февраля (09.02/22.02)            | Лапотник, Никифоры-Панкраты Сильный мороз бывает чаще лишь ночью, перевалила зима, поэтому: «Не всяк Панкрат хлебом богат», но «Наш Панкрат лаптями богат».                                                                            |
| 10 февраля (10.02/23.02)           | Прохор Весновей, Харлампий На Прохора и зимушка-зима заохает. Пришёл Прохор — и весна заглянула на двор, поворот к теплу. Святой угодник Харлампий почитается покровителем чиновников.                                                 |
| 11 февраля (11.02/24.02)           | Власьев день, Скотий бог — сшиби с зимы рог, Власий Устраивалось молебствие, во время которого освящались караваи ржаного хлеба. Хозяйки затем скармливали этот хлеб скоту. Масляный день — первое в этом году молоко и первое масло.  |
| 12 февраля (12.02/25.02)           | Семенно́е, Алексей рыбный Хозяева в течение трёх дней выставляли зерно на утренний мороз. Крестьяне знали, что тронутое холодом, оно лучше по весне взойдёт. Также зарили пряжу — стлали на наст выбеливать.                            |
| 13 февраля (13.02/26.02)           | Окликание звёзд, Светланы В этот день окликали звёзды, окликали умерших родных и близких, глядя подолгу в небо. Считалось что если окликать звёзды, то глазам «от чистого сияния Божьих очей» прибавится зоркости.                     |
| 14 февраля (14.02/27.02)           | Бабьи взбрыксы, Кирилл-весноуказчик Мужья готовили для жён пиво. Воду брали из «семи святых источников», смешивали её с местной водой и в золотой ступе толкли серебряным пестом. Такое пиво, жёны относили повитухам.                 |
| 15 февраля (15.02/28.02)           | Онисим Овчар Зима становится безрогой. В этот день зима с весной начинают борьбу: «Кому идти вперёд, а кому вспять повернуть». |
| 16 февраля (16.02/01.03 или 29.02) | Зимобор, Маремьяна-кикимора Кикимора представлялась в народе по-разному: как хозяйка избы, как жена домового или лешего, в виде уродливой старухи маленького роста или девки с длинными чёрными волосами.                              |
| 17 февраля (17.02/02.03 или 01.03) | Фёдор Тирон Феодор Тирон — устраняет раскачку устоев. Феодору Тирону молились о защите от злодеев. В сказаниях каликов перехожих «Хвёдор Тырянин» напоминает былинного богатыря Добрыню.                                               |
| 18 февраля (18.02/03.03 или 02.03) | Овсянка, Лев Ярило птице овсянке наказ давал — пора начинать петь: «Покинь сани, покинь сани!» Пекли в деревнях в этот день овсянички — пирожки из овсяной муки.                                                                       |
| 19 февраля (19.02/04.03 или 03.03) | Вешние обереги, Филимон Обычай в этот день — делиться хлебом с соседями, с сиротами и вдовами. Оставь хлеб позади себя, предложи хлеб нуждающемуся, и этот хлеб, придёт время, сторицей возвернётся.                                   |
| 20 февраля (20.02/05.03 или 04.03) | Катальщик, Лев Катанский Детям советовали накататься вдоволь. Считалось что в этот день нельзя глядеть на падающие с неба звёзды: «Худая примета заляжет на душу того, кто завидит падающую звезду».                                   |
| 21 февраля (21.02/06.03 или 05.03) | Весновей, Тимофей «Каков Тимофей — такова и весна». «Весновей теплом веет, стариков греет». Если в этот день была солнечная погода, старики выходили на завалинку, грелись на солнышке.                                                |
| 22 февраля (22.02/07.03 или 06.03) | Наст — на добро горазд, Маврикий Пока крепок наст — удержать сани горазд, поспешали крестьяне с дальних полей оставшееся сено вывезти, из лесу — дрова, да проверить силки-капканы.                                                    |
| 23 февраля (23.02/08.03 или 07.03) | Кислые девки, Поликарп Ну как тут кислой не станешь, когда старые люди подначивают: «Убирай, девка, сундуки, закрывай наряды.» Коли до масленой свадьба не сыграна — сиди до весенних хороводов.                                       |
| 24 февраля (24.02/09.03 или 08.03) | Обретенье, День птиц Обретенье — птичье потенье, гнёзд обретенье. Зимующие птицы начинают готовить гнёзда, а перелётные готовятся к возвращению домой из Вирия (тёплых мест).                                                          |
| 25 февраля (25.02/10.03 или 09.03) | Тарас Кумашник, Тарасий Бессонный Считалось что если в полдень тянет ко сну, это к болезни. «Хоть по стенке ходи, а днём спать погоди». Бытовало поверье о кумохе, которая так и норовила ухватить сытый кусочек от здоровья человека. |
| 26 февраля (26.02/11.03 или 10.03) | Порфирий поздний Рано затает — долго не растает. Поверье об этом дне такое: дело молодое — обнадейчивое, как и ранняя весна, непрочное. А вот поживёшь, дело в руки возьмёшь — и дастся жизнь тебе.                                    |
| 27 февраля (27.02/12.03 или 11.03) | Дорогорушитель, Прокоп перезимный Нельзя было в этот день выезжать из дому, не приложив ухо к земле. Надо было сперва убедиться: надежна ли снеговая дорога. И только после этого справлять хозяйские заботы.                          |
| 28 февраля (28.02/13.03 или 12.03) | Капельник, Василий Исповедник В этот день бывает капель. Ледяная наковаленка, как колокол: на всю округу слышно: «Дон-динь!» Звонкие капели. Протальник ломает зиму. Воздух в солнечные дни целебен.                                   |
| 29 февраля (29.02/13.03)           | Корыстник, Касьян-високос Касьянов день занимает особое место в народном календаре: это самый страшный день, находящийся во власти злопамятного святого. Исстари заведено на Руси считать високосный год опасным.                      |

### Март
| 1 марта (01.03/14.03)   | Авдотья Весновка, Евдокия-плющиха Весновка весну сряжает, — говорят в народе, справляющем в день «Евдокеи — подмочи порог» первую встречу весны. Евдокея красна — и весна красна. Первые «Заклички» весны.                          |
| 2 марта (02.03/15.03)   | Ветронос, Федот вешний По этому дню судят о предстоящем лете: холодный день — лето будет не жарким, дождь обещает мокрое лето. День обычно ветреный. «У Федота ветра, метели — бабам затеи.»                                        |
| 3 марта (03.03/16.03)   | Евтропий — снег топит В древности был такой обряд: крестьяне поле крест-накрест проходили. Этим они напоминали солнцу, что недосуг отдыхать, надобно, мол, снежицей поле поить.                                                     |
| 4 марта (04.03/17.03)   | Грачевники, Кикиморы, Герасим По наблюдениям поселян известно, что в этот день прилетают с тёплых стран на русскую землю грачи, первые весенние птицы. Если грачи прилетят прямо на гнездо, то весна будет дружная.                 |
| 5 марта (05.03/18.03)   | Огородник, Конон-градарь Хотя бы в день Конона-градаря была и зима, начинай пахать огород, и ты только очни в этот день, непременно огород будет добр." Пришла пора гряды назмить, навозом землю кормить.                           |
| 6 марта (06.03/19.03)   | Константиновы круги В этот день бабы и мужики обходят колодцы кругами, чтобы те горькими стоками не полнились, чтобы подземную водицу подпустили добрую.                                                                            |
| 7 марта (07.03/20.03)   | Северный капельник, «Раўнадзенства», Василий «Зима убегает тёмными ночами». Видимо, неспроста откуда-то задувать стало на чердаке, петь по-худому в печном столбе. Надобно было подумать о добром духе дома.                        |
| 8 марта (08.03/21.03)   | Вербоносица, «Раўнадзенства», Лазарь и Афанасий Праздник Вербоносицы — этот день в деревнях посвящали тому, что бы набраться вербы чистоты, красоты, здоровья и целомудрия.                                                         |
| 9 марта (09.03/22.03)   | Жаворонки, Заклички Весны, Со́роки В этот день из тёплых стран прилетают первые жаворонки. На Со́роки хозяйки пекут из ржаной или овсяной муки сорок шариков — «со́роки святые.                                                        |
| 10 марта (10.03/23.03)  | Вешней воды указательница, Василиса Василисы — весенние заботы. Отвести воду от дома, чтобы в подпол вода не попала. С этого дня ждут первую весеннюю грозу.                                                                        |
| 11 марта (11.03/24.03)  | Заря-кукушка, Ефим Всполашивается зорька утренняя, кукушкой голос подаёт. И порой день этот оборачивается кукушкиными слезами. |
| 12 марта (12.03/ 25.03) | Феофанов день, Феофан — проломи наст В этот день привечали птиц к родным угодьям, к домам, к грядам льняным да конопляным семенем. Задумывали крестьяне на обильный урожай, на крепкие холсты.                                      |
| 13 марта (13.03/26.03)  | Медведь потягивается, Никифор На Никифора — медведь в берлоге потягивается. С косогоров снег в низины сходит. Вот уже и логово космача вода вешняя обступила.                                                                       |
| 14 марта (14.03/27.03)  | Скотник, Федор В это весеннее время приходится линька скота: обновляется волосяной покров у лошадей и коров. «Бери голик — коровий бок поскреби».                                                                                   |
| 15 марта (15.03/28.03)  | Лесное ухожье, Никандр Зимой волчья стая близко подходила к крестьянскому двору. Но теперь логово ора волчице в глухих непроходимых лесных ухожьях устраивать, щениться, потомство оберегать.                                       |
| 16 марта (16.03/29.03)  | Тележный день, Савин До большой воды надобно было снарядить телегу. Надобно было и колёса крепить, оглобли ладить. Первой снаряжалась к полям телега-навозница.                                                                     |
| 17 марта (17.03/30.03)  | Позимный, Алексей — человек Божий В этот день местами не работали. Устраивали проводы зимы с угощением родственников жены. Полагалось пить праздничное питьё — медово-берёзовый взвар.                                              |
| 18 марта (18.03/31.03)  | В облаках март, Трофим-Евкарп Кирилл — дери полоз. Около этого времени дороги портятся, ездить на санях становится трудно. На Трофима-Евкарпа сзади и спереди — зима.                                                               |
| 19 марта (19.03/01.04)  | Грязные пролубницы, Дарья — засори пролуби Тают снега, проруби мутятся. С Дарьи холсты белят. Если вешняя вода на Дарью идёт с шумом — травы хорошие бывают. Какова погода в этот день, такова и на „Журавлиный лёт“ (18 сентября). |
| 20 марта (20.03/02.04)  | Колодезница, Фотиньи позимные Старые люди отмечали, что вода, почерпнутая в этот день из колодца, обладает необычной силой — она пробуждается сама и вбирает в себя всю мощь весеннего воздуха, света.                              |
| 21 марта (21.03/03.04)  | Дери полоз, Фома лихорадки гонит Предел зимним забавам детворы, катанью с гор, крутых берегов на реку. Санки с вечера прятались, наутро будет меньше слёз: реви не реви — катаник твою теху унёс!                                   |
| 22 марта (22.03/04.04)  | Солнечник, Василий-капельник Пекли в этот день калачи. И все домочадцы, пока по калачу за столом не съедят, других угощений не должны были трогать. Девицы песни-веснянки поют.                                                     |
| 23 марта (23.03/05.04)  | Зяблик прилетает, Никон Прилёт зябликов. Зазывали птиц ко крыльцу, потчевали крошками, зёрнышками, льняным семенем. Это был день „генеральной уборки“ в доме и в саду.                                                              |
| 24 марта (24.03/06.04)  | Похвала, Захарово очищение Принято было наводить порядок в доме, «очищать избу и двор от нечисти». Чудесными травяными настоями вымывались в этот день в избах полы.                                                                |
| 25 марта (25.03/07.04)  | Зимобор, Весна, Благовещенье Благовещенье весна зиму поборола. Самый большой у бога праздник. Каково Благовещенье проведёшь, таково и весь год.                                                                                     |
| 26 марта (26.03/08.04)  | Благовест, Гавриил Благовестник может оповестить о себе громом или молнией-блискавкою: наши едки считали, что пробуждение природы начинается тогда, когда впервые прогремит гром.                                                   |
| 27 марта (27.03/09.04)  | Настовица, Матрёна Настовица-птица, так называли чибиса. Матрёну называют полурепницей оттого, то поселяне отбирают годные репы для семян, что и составляет у них неприкосновенную половину».                                       |
| 28 марта (28.03/10.04)  | Мать-и-мачеха, Иларион — Выверни оглобли Мать-и-мачеха — дарует этот цветок всем на свете материнскую заботу, всем щедро отдаёт своё тепло. Обязательно благоухал в этот день в домах чай из золотистых цветов.                     |
| 29 марта (29.03/11.04)  | Берещенье, Кирилл Берестить — это обвивать, связывать берестою. «В огне крещается, берестой повивается», — сказано о горшке, самой древней посуде наших предков. В этот день слушали берёзы.                                        |
| 30 марта (30.03/12.04)  | «Проказы домового», Иоанн Лествичник Чтобы небесные дожди на землю сошли, чтобы зелёные ростки скорее ввысь поднимались, кланялись Лествичнику крестьяне. «На Иоанна Лествичника домовой бесится».                                  |
| 31 марта (31.03/13.04)  | Огнище, Канун пролетья, Ипатий Чудотворец В этот день наши предки чествовали огнище, вспоминая с благодарностью и любовью своих предков, сумевших найти и обжить это место. Домовые особенно «расходятся» в этот день.              |

### Апрель
| 1 апреля (01.04/14.04)  | Марья — зажги снега, Пробуждение Домового День пробуждения домового. Спал домовой ровно до того времени, когда уже весна полностью вступит в свои права. Первая встреча пролетья.                                            |
| 2 апреля (02.04/15.04)  | Безхлебица, Тит и Поликарп Ворона каркала-каркала — да Поликарпов день мужику и накаркала. В этот день, вероятно, блюли строгий пост — ни крошки хлеба в рот не брали.                                                       |
| 3 апреля (03.04/16.04)  | Никита-водопол, Пробуждение Водяного Просыпается Водяной от зимней спячки. Водяной дух ослаб за зиму. В этот день рыболовы приходили к воде в полночь полакомить Водяного-дедушку.                                           |
| 4 апреля (04.04/17.04)  | Смотрины ольховые, Песнопевец, Осип Осипа начинает звучать голосок сверчка. Шли глядеть за деревню, как ольха цветает. Крестьяне, у которых пчёлы были, смекали: «Не пора ли ульи доставать?»                                |
| 5 апреля (05.04/18.04)  | Тёплый ветер, Федул тёплый С нетерпением ждут в деревнях этого дня, чтобы растворить оконницу. Ждали Федула, до него никак нельзя. Раньше Федула кто оконницу отворил — тот ненастью угодил.                                 |
| 6 апреля (06.04/19.04)  | День тихий, Евтихий, Ерёма-пролетний Когда выдавался тихий день, то крестьяне примечали: «Это — к урожаю ранних яровых». А когда Евтихий разъярится, ветром бьёт, то уже крестьяне горевали: Колос собьёт".                  |
| 7 апреля (07.04/20.04)  | Пробуждение русалок, Акулина Не одни мы на земле живём, дышим, растём. По весне не только над землёй поднимается влага, и в самой воде начинается движение. И у рыб, и у водорослей, тварей неведомых.                       |
| 8 апреля (08.04/21.04)  | Встреча Солнца с Месяцем, Родион-ледолом Встреча солнца с месяцем. Согласно древним сказаниям, солнце да месяц ещё о осени с первых морозцев расходятся. Одному — на запад спешить надо, другому — на восток.                |
| 9 апреля (09.04/22.04)  | Отмыкание родников и ключей, Вадим Издревле в этот день обходили родники и ключи, которые были заповеданы родителями. Всякое семейство ходило навещать свой источник, чтобы почистить его, отомкнуть.                        |
| 10 апреля (10.04/23.04) | День солнцезахода, Терентий Маревный Если солнце в туманной дымке — будет год хлебородный, а если яро на землю скатится, то перепахивать землю и бросать в неё семя сызнова. В иных местах судят по восходу.                 |
| 11 апреля (11.04/24.04) | Половод, Водогон, Антип Антип воду распустил", вскрытие рек к этому дню обещало хороший урожай, но если «На Антипа воды не вскрылись — лето плохим предстоит». Антип-половод — целитель зубной боли.                         |
| 12 апреля (12.04/25.04) | Лесной праздник, Комоедица, Василий-парильщик В этот день медведь выходит из берлоги и прячется в кустах. Просыпается леший. Главное у него дело — будить деревья от зимней спячки.                                          |
| 13 апреля (13.04/26.04) | Заячьи именины, Медуница, Фомаида Чествовался заяц — «через дорогу прядыш». У ушастых именины — зайчихи дали од. В это время цветёт медуница, а тут и шмели зашумели.                                                        |
| 14 апреля (14.04/27.04) | Вороний праздник, Лисогон, Мартын В этот день ворон купает своих детей и отпускает «в отдел, на особое семейное житьё». На Мартына переселение лисиц со старых в новые норы.                                                 |
| 15 апреля (15.04/28.04) | Пчела — Божья угодница, Пудов день, «Святы Андрэй» В день святого Пуда вынимай пчёл из-под спуда. В день Пуда изгоняют смерть, окликают дождь. Целебные настои готовили в старину из почек калины и рябины.                  |
| 16 апреля (16.04/29.04) | Урви берега, Арина-рассадница Подмывает водой берега. У мельников забота — не разнесло бы запруду. А у баб своё дело — готовить семена на рассаду, высевать в ящики капусту, огурцы.                                         |
| 17 апреля (17.04/30.04) | Открытие ульев, Зосима-пчёльник, Андрианова ночь В этот день ульи выносят из омшаника на вольный воздух, осматриваются и открываются. С колод и бортей снимают зимнее утепление. В ночь на 17 апреля гадают на конопле.      |
| 18 апреля (18.04/01.05) | Огородник, Козьма Огородник в дверь постучал, копать гряды позвал. На Козьму — сей морковь свеклу. По народному поверью, радеет Козьма о животе, то есть о здоровье о жизни крестьянина.                                     |
| 19 апреля (19.04/02.05) | Весне новина, Иоанн-ветхопещерник В этот день ударяют бабы челом весне, кланяются, ей холстиною, одевают в новину. Обратясь лицом к восходу солнечному, выкликали: «Матушка-весна, вот тебе новая новинка!».                 |
| 20 апреля (20.04/03.05) | Родовые угорья, Фёдор Предание гласит, что на Угорье на заре земля открывается, и летят души пращуров в тончайших золотистых оболочках к родовым гнёздам, к родным домам, навещают близких.                                  |
| 21 апреля (21.04/04.05) | Проклятие нечести, Януар и Прокл В этот день проклинают нечистую силу, заковывающую тепло в ледяные оковы опутывающую свет солнечный тьмою-сумраком.                                                                         |
| 22 апреля (22.04/05.05) | Красная горка, Лука День гуляний молодёжи и свадеб. |
| 23 апреля (23.04/06.05) | Отмыкание земли, Егорий вешний В этот день Егорий «отмыкает» Мать Сыру-Землю и выпускает росу, от чего начинается бурный рост трав. Кое-где это четвёртый по значимости праздник после Рождества, Масленицы и Купалы.        |
| 24 апреля (24.04/07.05) | Евсеев день, Евсей — овсы отсей В этот день гнуло к земле, к человеку маета приставала. Девятая Елизавета омогала от тяжести избавиться. Сеют овёс.                                                                          |
| 25 апреля (25.04/08.05) | Ключник, Марк Святого Марка в народе называют иногда ключником, ибо верят, что он владеет ключами от дождей. Поэтому в этот день особенно молятся и просят о ниспослании так необходимого сильного дождя.                    |
| 26 апреля (26.04/09.05) | Горошница, Глафира В этот день следовало вспомнить, что пора горох сеять. К нему на Руси издавна большое почтение. Летом — и малому, и старому сладок, зимой — горох да каша, весна — наша.                                  |
| 27 апреля (27.04/10.05) | Ранопашец, Степан Крестьянин брал землю в горсть, крепко сжимал, выпускал, и если земля при падении рассыпалась, то это означало, что она готова к пахоте, если оставалась в комке — пахать ещё рано.                        |
| 28 апреля (28.04/11.05) | Тепляк-здоровяк, Евсей — овсы отсей Как только начинает тянуть южным ветерком, деревенские знахарки собирают берёзовый сок и пользуют этим весенним снадобьем маящихся неотвязной лихорадкою. Время сеять овёс.              |
| 29 апреля (29.04/12.05) | День целителей, Мемнон — девять напастей вон В это страдное время крестьяне были исполнены думами не только о пахоте севе, но и сохранении душевного здоровья. Девять напастей в этот день брали верх над торопящейся душой. |
| 30 апреля (30.04/13.05) | Яков-звездоночный, Тёплый день По всем старинным приметам, в дальний путь в этот день не выезжают — после вчерашнего всяческие напасти деревню оставили и ходят-бродят они ослабшие, тощие, заморённые, по близким дорогам.  |

### Май
| 1 мая (01.05/14.05)  | Пролетье, Еремей-запрягальник В эту весеннюю пору Земля и Небо венчаются — наступает пролетье, начинают вязываться семена и плоды. Последняя встреча пролетья — последняя неделя начала сева.                              |
| 2 мая (02.05/15.05)  | Соловьиный праздник, Борис и Глеб В этот день землю нельзя пахать, копать, забивать колья. В средней полосе России соловьи запевают. Третья и последняя встреча пролетья.                                                  |
| 3 мая (03.05/16.05)  | Зелёные щи, Мавра Крапива — она в эту пору на подмогу здоровью встаёт, всякую немочь чёрную тела гонит, чистит кровь, восстанавливает силы мужицкие.                                                                       |
| 4 мая (04.05/17.05)  | День Баклушников, Пелагея В этот день рубили дерево на выделку ложек. Ранее к битью баклуш (заготовок для деревянных ложек) допускали лишь особых людей.                                                                   |
| 5 мая (05.05/18.05)  | Арина Рассадница, Ирина Пришла пора высаживать капустную рассаду на гряды. Бабоньки в этот день не плошают, всякая несёт с оглядкой свою рассаду на гряды, подальше от лишнего глаза.                                      |
| 6 мая (06.05/19.05)  | Росенник, Иов-огуречник, Денис-горошник В этот день, по преданиям наших предков, мать — сыра земля даёт и траве, верю, и птице, и человеку исцеление. Она открывает подземные воды, черпает серебряным ковшом живую влагy. |
| 7 мая (07.05/20.05)  | Купавница, Иван-бражник Купавница — так назван день в честь гордого цветка, что распускает свои нежные лепестки среди тихой воды, прячась от луговых цветов.                                                               |
| 8 мая (08.05/21.05)  | Пшеничник, Иван-градобой В этот день пахали под пшеницу. По древнему обычаю, чтобы пшеница уродилась, пекли в этот день обрядовые пироги на добрый посев и ждали у перекрестка странников.                                 |
| 9 мая (09.05/22.05)  | Микула с кормом, Травный день, Никола Вешний Никола-вешний хороводы водит, травой кормит, крестьянину велит ни свет ни я подниматься, чтобы май пашню не сманил к полынь-куколи, к семени сорному.                         |
| 10 мая (10.05/23.05) | Именины Земли, Симон Зилот Святодень, когда Мать Сыра-Земля чествуется как «именинница». Считается, то в этот день Земля «отдыхает», поэтому её нельзя пахать, копать, боронить. Примета Семика в поле — цветение жита.    |
| 11 мая (11.05/24.05) | День мокрый, День обновления Царь-града, Мокий По этому дню судили о лете: Мокро на Моке́я — жди лета ещё мокрее. В этот день не сеяли и не пахали, чтобы посевы градом не побило.                                          |
| 12 мая (12.05/25.05) | Рябиновка, Красный кафтан, Епифан Если в этот день «утро в красном кафтане», то есть красная утренняя заря, то это к жаркому, пожарному лету. Заклинали у рябин свои избы от молнии, от пожарного лета.                    |
| 13 мая (13.05/26.05) | Комарница, Лукерья Появились комары — пора сеять рожь. Комара нет — овса и травы не будет. Если в день Лукерьи-Комарницы покажутся комары, то ягоды родятся в большом обильи.                                              |
| 14 мая (14.05/27.05) | Сиверы, Сидоры До этого дня по земле заморозки ходили да сивера-ветра, что холодом повевали. Сивера — ветры северные, когда отступают, то по-за ними стрижи прилетают.                                                     |
| 15 мая (15.05/28.05) | Бокогрей, Пахом Пришёл Пахом — запахло теплом. С Пахомия устанавливается совершенно летняя погода. На Пахома тепло — всё лето тёплое. Можжевельник зацветает — пора ячмень сеять.                                          |
| 16 мая (16.05/29.05) | Житник, Фёдор Крестьяне говорили: «У Житника забота — ячменное поле заборонить». Этот день служит самым крайним сроком для яровых посевов.                                                                                 |
| 17 мая (17.05/30.05) | Звездочёт, Андрон — с дождём По звёздам гадают об урожае и о погоде. Заклинают, чтобы открыл сторож Андрон небесные врата, чтобы пролились дожди на зерно, что в землю легло.                                              |
| 18 мая (18.05/31.05) | Овсяник, Федот, Семь дев Пришёл Федот — берётся земля за свой род. Сеяли овёс, ячмень. В Белоруссии н старались сеять не позднее этого дня. Сеяли также и коноплю.                                                         |
| 19 мая (19.05/01.06) | Оберег нивы, Иван Долгий По восходящему солнцу ходили крестьяне к хлебной ниве. Надобно было отвести от поля ветра-суховеи, не дать пустоколосице родиться.                                                                |
| 20 мая (20.05/02.06) | Огуречник, Фалалей До него нет лета, а после него уже не бывает зимы. Пришёл Фаладей — досевай огурцы скорей. Засей поле, а потом хоть на заборе сиди.                                                                     |
| 21 мая (21.05/03.06) | Еленин день, Алёна-лёносейка Алёна-лёносейка напоминает деревне, что пора сеять льны. На сев льна в старину было в обычае не выезжать без выполнения особой обрядности.                                                    |
| 22 мая (22.05/04.06) | Василиск, Соловьиный день Коли соберёшься пахать, сеять, какое дело начинать — погоди, отложи на завтра. В этот день вылупляется из петушиного яйца огненный царь-змей Василиск. Начинается русалочья неделя.              |
| 23 мая (23.05/05.06) | Конопляник, Огуречник, Леонтий «На Леонтия кончай посадку огурцов». Сеют коноплю, считая, что «Лучший срок посева конопли на Леонтия».                                                                                     |
| 24 мая (24.05/06.06) | Свобориное дерево, Симон Столпник Зацветает шиповник. С этого дня, по мнению русского народа, начиналось настоящее лето: «Шиповник цветёт — румянец года ведёт».                                                           |
| 25 мая (25.05/07.06) | Иван — Медвяные росы, Иван-гусятник С Иванова дня пошли медвяные (медовые) росы. Скотину выгоняли в этот день на поскотину после того, как роса сойдёт. Начинали сбор некоторых лекарственных растений.                    |
| 26 мая (26.05/08.06) | Земля-кудесница, Карп День нёс весть удильщикам юга: у карпов-де жор, клюют отменно. На Карполова рождаются горшечники, способные отыскать «живую» глину и договориться с Землёй.                                          |
| 27 мая (27.05/09.06) | Домовница, Федора Полы мести, Боже упаси: веник празднует Федорины именины! В этот день деревенские хозяйки не метут избы, чтобы не быть худу.                                                                             |
| 28 мая (28.05/10.06) | Гусятник, Полудницы, Никита Появляются гусята. Золотые облачка летают над землёй, начинает колосится рожь. Почиталось за хорошее бабу на сносях к хлебному колосу подпустить.                                              |
| 29 мая (29.05/11.06) | Колосяница, Гречушница, Федосья В это время скакать было нельзя: земля была «тяжела», а когда заколосились хлеба, молодёжь отправлялась в поле величать рожь: «Расти, трава, к лесу, рожь к овину».                        |
| 30 мая (30.05/12.06) | Змеевик, Исаакий В народном календаре — день змеиных свадеб. Считается, что в эту пору змеи сползаются и идут поездом на змеиную свадьбу.                                                                                  |
| 31 мая (31.05/13.06) | Распрягальник, Еремей Пришёл севу край, и опустив сетево на землю-кормилицу, сеятели и пахари опускались на землю, катались по траве, изымали тем самым надсаду великую, страдную.                                         |

### Июнь
| 1 июня (01.06/14.06)  | Брусничные губы, Устин и Харитон Гадали о погоде в июне. Сличали с тем, что сказал Григорий-летоуказатель 10 января. Красное утро на Устина — красный налив ржи. Дождливый и пасмурный стинов день — к урожаю яри.                      |
| 2 июня (02.06/15.06)  | Вьюн зелёный, Никифор дубодёр Вьюны — песенные летние хороводы. Заигрывают парни с девушками, те тоже молодцев присмотрели — завлекают друг друга в круги, песни поют протяжные.                                                        |
| 3 июня (03.06/16.06)  | Ветреник, Лукьян Ветер — Дух Божий — говорят в народе. Дыхание Господне в летнее время благостно, благодаря ему наши предки судили о перемене погоды. «Надобно караулить время, с уборкой не оплошать»                                  |
| 4 июня (04.06/17.06)  | Красный сарафан, Митрофан На Митрофана окликали ветер. Просили его пригнать дожди благодатные. «Ветер, он всё скажет, но спрашивать его не торопись».                                                                                   |
| 5 июня (05.06/18.06)  | День Волхва-Дорофея Дорофей гадал по ветру и по воде. Он водил к лесному ключу, размыкал надсаду, утворял в душе веру. Дорофея просят сон дать, солнцу о загаданном сказать.                                                            |
| 6 июня (06.06/19.06)  | Полольник, Лавривон С этого дня обыкновенно начинается прополка льна, проса и других хлебов: «На Лавривона с поля сорняки тяни». Но и траву сорную полоть надобно было, ведая, на ущербе ли месяц стоит.                                |
| 7 июня (07.06/20.06)  | Урожайник, Налив, «Сонцаварот», Федот Заботы о хлебной ниве не оставляли крестьянина. Тощее зерно в колосе тяжёлой надсадой ложилось на думы земледельцев. Если вёдро и тепло в этот день — зерно хорошо нальётся.                      |
| 8 июня (08.06/21.06)  | Колодезник, «Сонцаварот», Фёдор Стратилат Накануне этого дня колодезники опрокидывают сковороды, чтобы узнать, где есть подземная водяная жила. С этого дня идёт навозница — вывозят навоз на паровой клин.                             |
| 9 июня (09.06/22.06)  | Солноворот, Кирилл Кирилу — конец весне, почин лету. На Кириллу отдаёт земля солнышку всю свою силу. В этот день проводили очищение детей Огнём, Водой и Мёдной Росой.                                                                  |
| 10 июня (10.06/23.06) | Знамения, Тимофей В день Тимофея бывают разные знамения. Распускает Тимофей призраки. Гонят эти призраки вороньи стаи к деревне. К сердцам крестьян подступает тревога.                                                                 |
| 11 июня (11.06/24.06) | Варнава-земляничник Варнаву — не рви травы, ибо в этот день по травам, по лугам и полям, по лесам и долам в полдень сила неведомая катается.                                                                                            |
| 12 июня (12.06/25.06) | Поворот, Пётр, Онуфрий Передерник На солноворот конец весне, почин лету. С этого дня солнце на зиму, а лето на жары. С лета на зиму поворачивает «колесо солнца красного» бог-громовник — Перун.                                        |
| 13 июня (13.06/26.06) | Мирские каши, Задери хвосты Начало лета. На Акулину из гречи было принято готовить мирскую кашу «отсталой», то есть оставшейся от предыдущего урожая, гречи для нищих и странников. Посев гречи. Появление оводов.                      |
| 14 июня (14.06/27.06) | Гречкосей, Поварки, Елисей «Холь гречиху до посева да сохни до покоса» — нужен за капризой неотступный призор. Общинный праздник Поварки в Поморье. Примерно с этого времени подмечали появление оводов.                                |
| 15 июня (15.06/28.06) | Скотный заступник, Амос, Вит Пришёл Амос — пошёл овёс в рост. Охраняют от скотины поле, а скотину от сочной зелени. А то и беда, бывает, к хлеву подступает. Вздует Пеструху, отъевшуюся на хлебном поле.                               |
| 16 июня (16.06/29.06) | Утишитель, Тихий Тихон Считалось что с этого дня Солнце идёт тише, начинают затихать птицы, кроме соловья и кукушки. На Тихона в сёлах толока на «навозницу». Окончание поздних яровых посевов.                                         |
| 17 июня (17.06/30.06) | Солнцестой, Мануил В этот день солнце застаивается, то есть медлит в зените. Начинается бурный рост растительности. По омутам распускаются белые кувшинки.                                                                              |
| 18 июня (18.06/01.07) | Воробьиные ночи, Федул Народ связывал праздник Федула с подготовкой к жатве. Говорили: «Федул на двор заглянул — пора серпы зубить (точить), к жнитву готовятся загодя».                                                                |
| 19 июня (19.06/02.07) | Пчёльник, Пчёлы меда запасают, Зосима Идёт активный медосбор. В этот день проводится осмотр ульев (колод, бортей). Проходя мимо колод и ульев, дети приговаривают: «Рой, гуди, в поля иди!»…                                            |
| 20 июня (20.06/03.07) | Тенетник, Перепелятник, Мефодий Тенета — паутина. К поведению пауков присматриваясь, строили о погоде наметки. давних пор замечено, что паук лучше всякого барометра предугадывает погоду два-три дня.                                  |
| 21 июня (21.06/04.07) | Липов цвет, Ульян Липа зацветает. И тут уже ребятишки не плошают. Липового цвета надо успеть собрать. В зимнем-то чае вспоминается месяц летний. Особирывают липовый цвет ребятишки в туеса.                                            |
| 22 июня (22.06/05.07) | Ульянин день, Ульяна Повсюду узорчато. Голубые колокольчики, белые ромашки, золотистые лютики, малиновые остроконечные шапки иван-чая, красные шашечки вьюнков…                                                                         |
| 23 июня (23.06/06.07) | Купальница, Аграфена Этот праздник ассоциировался с началом купального сезона. Всё, что было связано с водой, баней и купанием нашло отражение в этот день. Подготовке к празднику Купалы.                                              |
| 24 июня (24.06/07.07) | Иван Купала, Иван-травник Ещё накануне с утра девушки собирают травы и цветы, плетут венки и припасают травы-обереги для всех участников праздника. Обережные травы обычно крепятся на поясе.                                           |
| 25 июня (25.06/08.07) | Феврония Русальница, Пётр и Феврония Русалки хороводы затевают, прибывает в их царстве речном. С этого дня ожидается ещё сорок жарких дней. Время большого сенокоса. Согласно народному поверью, этот день благоприятен для влюблённых. |
| 26 июня (26.06/09.07) | Медосбор, Давид-земляничник В деревне почитают ягоду землянику за целебную. В ней — солнечная нежность, дух земли. Земляникой лечили старые язвы. Шли за ягодой, пока ещё роса не опала.                                                |
| 27 июня (27.06/10.07) | Сеногной, Самсон Дождь в этот день, от которого может почернеть сено, полезен для проса, наоборот, сухая погода, которая даёт возможность убрать сено зелёным, полезна для гречихи.                                                     |
| 28 июня (28.06/11.07) | Крапивное заговенье, Герман Последние щи из молодой крапивы, из листочков нежных. Крапивный холст перед Петровками вытканный, выплетенное крапивное полотнище помогает от болей в пояснице.                                             |
| 29 июня (29.06/12.07) | Мирская свеча, Петров день Вероятно в этот день заканчивался летний свадебный сезон. Устраивается братчина, в которой принимают участие, как правило, только женатые и старики. Тёщи зятьёв угощают.                                    |
| 30 июня (30.06/13.07) | Поминки весны, Двенадцать апостолов «Двенадцать апостолов весну кличут, вернуться просят», да поздно, простилась умывающаяся трудовым потом деревня с кра́сною. Выходят крестьяне на Красные горки, зоре кланяться.                      |

### Июль
| 1 — 12 июля           | Сенокос Время сенокоса — праздничное событие, ожидаемое с нетерпением, в особенности молодыми людьми. Уборка сена считается одною из приятнейших сельских работ.                                                       |
| 1 июля (01.07/14.07)  | Летние кузьминки, Кузьма и Демьян В этот день женщины успевали не только справиться с огородом, накосить, выполнить всю домашнюю работу, но и отметить свой праздник — летние кузьминки.                               |
| 2 июля (02.07/15.07)  | Берегиня, Сырая Богородица, Фотий В народе это был день древней богини Берегини, охранявшей от всякого зла, носившей здоровье, покровительствующей семейной жизни.                                                     |
| 3 июля (03.07/16.07)  | Маков день, Мокий и Демид Маков день считается несчастливым. В этот день лучше быть осторожным и не начинать никакие дела. Выращивался мак для красы-басы и для семян — посыпать калачи, сдобу.                        |
| 4 июля (04.07/17.07)  | Наливы, Андрей, Марфа Крестьянин, с головой поглощённый сенокосом, не выпускал из поля зрения хлебные нивы. «На Марфу овёс в кафтане, а на грече и рубашки нет» — замечали в южных губерниях.                          |
| 5 июля (05.07/18.07)  | Месяцев праздник, Афанасий В этот день вечером коли месяц играет — перебегает с места на место, играючи семью цветами, с цвета на цвет переливаясь.                                                                    |
| 6 июля (06.07/19.07)  | Сисой светел, Еремей День почитания в каждом Искры Божьего Огня. Даёт роса и птице, и зверю, и человеку в знойное время окрепнуть: «Сысой — ходи по росе босой».                                                       |
| 7 июля (07.07/20.07)  | Авдотья-сеногнойка, Фома Фома серпы ладит. Пора пришла в поле спину гнуть, кланяться ржи-матушке. Звенят наковальни, крестьяне серпы к жатве готовят, косы точат.                                                      |
| 8 июля (08.07/21.07)  | Казанская летняя, Прокоп жнец В этот день на юге встарь делался первый «зажин» ржи. Яйца, хлеб, соль надобно было с собой взять на зажинки. Всем миром нажнут бабку — девять снопов поставят — и садятся за трапезу.   |
| 9 июля (09.07/22.07)  | Черничный день, Панкрат и Кирилл Всей семьёй пробовали первые огурцы. Начало сбора черники. «Черника — уводит от живота лихо». Считалось что черника восстанавливает здоровье и улучшает восприятие.                   |
| 10 июля (10.07/23.07) | Антоний Громоносец, Антоний Печерский Грому в этот день придавали особое значение: «Глухой гром — к тихому дождю, гром гулкий — к ливню». «Если в этот день гремит гром и сверкают молнии — где-то в поле горят копны» |
| 11 июля (11.07/24.07) | Стожарница, Ефимья и Ольга Стожары — созвездие северного неба, Плеяды, ярче, блистальней сияющие с потемнением ночей. Также называют в некоторых местах Малую медведицу и Полярную звезду.                             |
| 12 июля (12.07/25.07) | Великие росы, Прокл В этот день выпадает большая роса. Проклова роса — сеногнойная. Заканчивают заготавливать сено и начинается уборка высушенного сена. В некоторых местах начинается жатва.                          |
| 13 июля (13.07/26.07) | Гаврила Летний Архангел Гавриил на хлебное поле вступил. Кланяться матушке-ржи и святым приспело. Ещё один знаменательный день для зачина жатвы, если жито поспело.                                                    |
| 14 июля (14.07/27.07) | Дозоры, День Акилы Ржаная соломка жницам силу отдаёт. Жгут из соломы повязывали ввечеру после страдного дня крестьянки на голову — и тяжесть от головы отливала. Начало спада лета с 14 июля по 13 августа.            |
| 15 июля (15.07/28.07) | Полудницы, День Кирика и Улиты Полудницы над жатвой летают. Мороками день путают. Надобно остеречься, коли жара донимает землю. Не жни на Кирика и Улиту — маньяки (видения, мороку) увидишь".                         |
| 16 июля (16.07/29.07) | Волотки на бородки, Зажинки, Финоген В этот день лето перешагивает зной и поворачивает к осени. Первый сжатый сноп. Сноп-первенец с полосы нарядно, по обычаю, одетая хозяйка дома проносила гордо серединой села.     |
| 17 июля (17.07/30.07) | Марина лазоревая, Зори с пазорями, Марина с Лазарем Лазоревый свет в сумерках. То ли цветок лазоревый распустил лепестки, то далекие всполохи небо освещают. Время отблесков грозовых, предвестий пожарных.            |
| 18 июля (18.07/31.07) | Воробьиные ночи, Емельян Гроза впотьмах, говорили: «воробьиная ночь». Омельян — серпу даёт роздых. Топят бани, парят веники из травы и цветов, смывают усталость страдную.                                             |
| 19 июля (19.07/01.08) | Указчицы осени, Макриды День Макриды — указник осени. По погоде сего дня замечали о будущей осени: дождь с утра — не жди добра: будет осень вся мокра".                                                                |
| 20 июля (20.07/02.08) | Ильин день, Громобой День перелома лета и поворота на осень. Илья лето кончает, жито зажинает; первый сноп — первый осенний праздник. В этот день устраивают большой обед на мирскую складчину.                        |
| 21 июля (21.07/03.08) | Ладят закрома, Онуфрий молчаливый На Онуфрия ладят закрома — отведённые места для зерна в амбарах. Надо было крома просушить, доски проверить, чтобы мыши зимой не прогрызли.                                          |
| 22 июля (22.07/04.08) | Ягодница, Добрый день, Мария Магдалина Женский день, «в поле не работают». Выкрой, Марьюшка, времечко: «в лес иду — пусто, из лесу — густо»! Мария «оберегает от холеры».                                              |
| 23 июля (23.07/05.08) | Безсонник, Калинники-малинники, Трофим Разворотливым хозяевам день короток в дни страдные. Между тем в обычаях древности было с этого дня до дня Силы (30 июля) справлять «калинники-малинники».                       |
| 24 июля (24.07/06.08) | Зажинки, Борис-и-Глеб — поспел хлеб Зажинки, начало жатвы — один из древнейших земледельческих праздников. В XIX веке он не был приурочены к определённой дате, а зависел от времени созревания злаков.                |
| 25 июля (25.07/07.08) | Зимоуказница, Анна и Макарий По этому дню предсказывают время наступления и характер будущей зимы. Если на Анну холодный утренник, то зима будет ранняя и холодная. Продолжалась жатва. День калик перехожих.          |
| 26 июля (26.07/08.08) | Ермил и Параскева На мельницах, ветрянках и водяных, толчеях, крупорушках спешный ремонт. К Ермолаю спешили закончить жатву хлеба.                                                                                     |
| 27 июля (27.07/09.08) | Целитель, Капустные щи, Палий Предосенний сбор лекарственных трав. Никола кочанный — вилки́ капусты в кочан завиваются. «Палий спалит двор того, кто возит в этот день копны на гумно».                                 |
| 28 июля (28.07/10.08) | Менялы, Прохоры и Пармены Прохоры-Пармены не затевай никакой мены. В этот день не обменивают свои вещи на чужие — выгоды не будет. Осуждала деревня охочих до мены: мол, обмен обману сродни.                          |
| 29 июля (29.07/11.08) | Калинник В этот день в северных губерниях опасаются утреннего заморозка, предпочитая ему туман, почему крестьяне и говорят: «Пронеси, Господи, Каллиники мороком (туманом), а не морозом».                             |
| 30 июля (30.07/12.08) | День Силы и Силуяна, Иван-воин Святой Сила подбавит мужику силы. Про этот день записано поверье о том, то на него «обмирают ведьмы». По народной молве, происходит это оттого, то они опиваются молоком.               |
| 31 июля (31.07/13.08) | Заговор бороны, Евдокимово заговенье Надо было обязательно «заговорить» борону, чтобы при работах в полях не сломались бья, не встала она намертво посреди поля. Скоромное долой со стола, наступает Успенский пост.   |

### Август
| 1 августа (01.08/14.08)  | Медовый спас, Маккавей Называется Медовым, так как считается, что с этого дня пчёлы перестают носить медовую взятку с цветов. «Пасечники заламывают (подрезают) соты». Первые оводы лета.                                      |
| 2 августа (02.08/15.08)  | Сеновал, Степан К этому времени в лугах отрастала отава — «второе сено». Начинали косьбу: Отава (осеннее сено) летнее прибережёт". Дни 2 — 6 августа считаются показателями погоды на сентябрь — январь.                       |
| 3 августа (03.08/16.08)  | Вихревеи, Малинник, Антон Каковы Антоны-вихревеи, таков октябрь. Допрашивают вихри о зиме: берут нож етуха, выходят на пересечение дорог, втыкают нож в перекресток и ждут вихрь.                                              |
| 4 августа (04.08/17.08)  | Малиновка, Огуречница, Сеногной, Авдотья Поспевает малина лесная. Последний сбор огурцов. Другое названия дня — Сеногной. Раньше скошенная трава на граблях сохла, а сейчас — сено в зародах сгорается, коли смётано впопыхах. |
| 5 августа (05.08/18.08)  | Житник, Евстигней На Евстигнея жнивы заклинали на все четыре стороны, призывали Мать-сыру землю на помощь. Жали всегда молча. Гадали о погоде в декабре.                                                                       |
| 6 августа (06.08/19.08)  | Яблочный спас, Преображение До яблочного спаса не позволяется есть яблоки и блюда из яблок. А вот с этого дня, напротив, полагается срывать и освящать яблоки и другие фрукты нового урожая.                                   |
| 7 августа (07.08/20.08)  | День больных и сирот, Пимены-Марины Полагалось потчевать больных и сирот яблоками, мёдом и пирогами. Ночи становятся прохладными. По аистам гадают об осени: «Если аисты готовятся к отлёту, осень будет холодной».            |
| 8 августа (08.08/21.08)  | Ветрогон, Мирон (ранний) Предки говорили: «Ветер — Божие дыхание. Оно может быть тихим и сильным, добрым и жестоким». Ветры, в особенности те, что вызывают смерчи, всегда были явлением таинственным.                         |
| 9 августа (09.08/22.08)  | Змеесос коров, Матфей В этот день сушат зелень. День Матфея — змеесоса коров. Считают, что в этот день змей сосёт коров, поэтому их не выгоняют на паству.                                                                     |
| 10 августа (10.08/23.08) | Праздник мельника, Лаврентий Почёт водяной мельнице. Первый сноп несут на мельницу, чтобы испечь первый хлеб и караваи из муки нового урожая. На Лаврентия день обычно тихий. Гадают о погоде по воде.                         |
| 11 августа (11.08/24.08) | Козы, Василий, Евпл Василий «овцам шерсть даёт» зимнюю. Полагают, что в ночь на мученика Евпла на могилах ходят разные привидения: слышны свист, вой, песни, и бегает белый конь.                                              |
| 12 августа (12.08/25.08) | Праздник огня, Фотя-поветенный Фотя-поветенный хозяину покоя не даёт — на поветь зовёт. Надо было разобраться там, чтобы было куда убирать летнюю упряжь, соху, борону. С 12 августа возможны первые заморозки в воздухе.      |
| 13 августа (13.08/26.08) | Спасовские деды, Максим-исповедник В этот день убираются в погребах, проверяют, не завелось ли там гнили или сырости. В субботу перед Максимом-исповедником поминают предков.                                                  |
| 14 августа (14.08/27.08) | Тиховей, Михей День известен своими ветрами, по силе которых судят о предстоящей погоде. хеев день с бабьим летом бурей-ветром перекликается. На Михея дуют ветры-тиховеи — к ведренной осени.                                 |
| 15 августа (15.08/28.08) | Обжинки, Дожинки, Большая пречистая, Успение К середине августа заканчивается жатва, отсюда и название праздника — Спожинки. этого дня вновь начинают водить хороводы. С Успенья солнце засыпает.                              |
| 16 августа (16.08/29.08) | Хлебный спас, Ореховник В старину говорили: «Первый Спас — на воде стоят; второй Спас — яблоки едят; третий Спас — на зелёных горах холсты продают», поэтому третий Спас ещё называли «Спас на холстах».                       |
| 17 августа (17.08/30.08) | Вдовьи помочи, Мирон-ветрогон В этот день было правилом пойти на вдовий двор и спросить, не нужно ли чем помочь. Не забывали о домах, где хозяина не было.                                                                     |
| 18 августа (18.08/31.08) | Лошадиный праздник, Флор и Лавр Лошадей по общему и неизменному правилу в этот день кормят в полную сыть ни в коем случае на них не работают, даже на скачках седлать лошадей не принято.                                      |
| 19 августа (19.08/01.09) | Тепляк, Андрей Стратилат В этот день отмечался южный ветер — тепляк. И, одабривая его, кивали на поле: «Хороши нынче овсы стоят». Когда тепляк распускал тёплые туманы — то косы ждать не заставляли.                          |
| 20 августа (20.08/02.09) | Свекольница, Самойлин день Наступает пора дергать свеклу, морковь. Свекольница — девкам невольница. добно своему огороду кланяться. В этот день «Самойло Пророк сам о мужике молится».                                         |
| 21 августа (21.08/03.09) | Льняница, Василиса Судили-рядили крестьяне: не пора ли дергать лен? В прозелень лён выбирать — волокна не потерять. Мол, семя — оно и в снопах дозреет.                                                                        |
| 22 августа (22.08/04.09) | Огуменник, Потехи лешего, Агафон Ночь под Агафона отличается, по поверью крестьян, проделками леших: «На Агафона леший из лесу в поле выходит», — бегает по сёлам и деревням, раскидывает снопы по гумнам.                     |
| 23 августа (23.08/05.09) | Брусничник, Луппа Луппа ходит. Рыжий мужик по спинам лупит. Нагнись — брусника поспела, шевелись — овёс в поле дошёл. Луппенские заморозки на овёс садятся, брусникой сластятся.                                               |
| 24 августа (24.08/06.09) | Заря тихая, Евтихий Зоря эта сентябрьская окликает будто всякого, кто в одиночку собирается в лес. В этот день то ли цветок какой по полянам катается, то ли огонь ожечь норовит, манит в глубокую чащу.                       |
| 25 августа (25.08/07.09) | Гриборост, Замолотки, Тит Тащит Тит в корзине последний гриб. Самый ядрёный, без червоточинки. Ягоды на столе — подспорье, грибы — снедь. Грибы грибами, а молотьба за плечами.                                                |
| 26 августа (26.08/08.09) | Овсяницы, Наталья Овсяница С этого дня в одних местах начинают косить овёс, а в других оканчивается уборка овса. Поселяне в первый день покоса, скосивши пук овса, вяжут сноп, несут его с песнями в свои избы.                |
| 27 августа (27.08/09.09) | Рябинник, Пимен Первый поклон рябиннику. Птицы первыми лакомятся ягодами рябины. Милостива будет зима к крестьянину, если ягод на рябине останется много.                                                                      |
| 28 августа (28.08/10.09) | Скирдник, Савва В эту пору идёт усиленный вывоз снопов, хлеб складывается в одонья, кладушки, скирды, спешат убрать его перед наступлением сентябрьского ненастья.                                                             |
| 29 августа (29.08/11.09) | Полетовщик, Иван-постный, Головосек День — осени отец крёстный. Окончание мужицкого и начало «бабьего» лета. трогий однодневный пост. «Репный» праздник отмечается без песен, но обильной едой и угощением нищих и странников. |
| 30 августа (30.08/12.09) | Свытник, Александров день До этого дня были оставлены на корню на ниве ячменные стебли. Был обычай завивать ячменные стебли со льняными да овсяными, заговаривать ниву на будущий урожай.                                      |
| 31 августа (31.08/13.09) | Журавлиное вече, Куприян Журавли покидают родные Болота. Будто слышим из осеннего неба мы в сентябре: Прощай, матушка-Русь, я к теплу потянусь". Это слово журавлиное, горькое.                                                |

### Сентябрь
| 1 сентября (01.09/14.09)  | Семён Летопроводец 1 сентября с 1492 по 1699 год считался на Руси днём «Новолетия». Под Семён-день вечером гасят старый огонь, а утром вытирают новый «живой огонь».                                                          |
| 2 сентября (02.09/15.09)  | Козий род, Мамонт-овчарник Не выгоняют со двора поутру скотину: «выгонишь — беду нагонишь». По дедовским поверьям, не выпускают в этот день до полудня ни коров, ни овец. Убирают двор, сарай, где овцы и козы стоят.         |
| 3 сентября (03.09/16.09)  | Домовница, Домна В эту пору бабья работа в полном разгаре. С утра до ночи прибирали бабы всякую рухлядь в доме, «припасая себе этим благополучие и спорину во всём на целую осень».                                           |
| 4 сентября (04.09/17.09)  | Праздные вилы, Богородица Неопалимая Купина Тут мужское дело — стога обойти, вилами потыкать, чтобы залезшая в сено трясуха или гнетуха скотине после вреда не учинили. И на сеновале в этот день мужики вилами орудуют.      |
| 5 сентября (05.09/18.09)  | Кумоха осенняя, Захарий и Елизавета Гнали из деревни Кумоху. Кумоха в отрепьях ходит да беды за собой водит. По народному поверью, большеглаза она, а с лица худюща. День считается счастливым для предсказаний.              |
| 6 сентября (06.09/19.09)  | Чуды, Михайловские утренники Первая Братчина. В старые времена на мирских сходках решались семейные и частные дела. После примирений предлагались взаимные угощения, переходящие в особое празднество — братчину.             |
| 7 сентября (07.09/20.09)  | Луков день, Созонт В селах начиналась заготовка репчатого лука, повсеместно убирали лук, а то его головка не успеет высохнуть. В комнатах развешивали луковицы — воздух очищался.                                             |
| 8 сентября (08.09/21.09)  | Осенние оспожинки, Рождество Богородицы Праздник посвящён собранному урожаю, плодородию и семейному и общинному благополучию. В этот день организуется большая трапеза.                                                       |
| 9 сентября (09.09/22.09)  | Поднесеньев день, Аким и Анна Новобрачные подносят свату, и родне круглый пирог. Молодые соседей зазывали: К нашей хлеб-соли, милости просим!« Чествовали солнце, молили светозарнее накопить сил.                            |
| 10 сентября (10.09/23.09) | Рябинники, Осеннее равноденствие, Пётр-Павел осенний По народному поверью, с этого дня солнце ослабевает. И тогда зовут Петр-Павел — рябинники покислиться рябиной. Собирая рябину, оставляют часть ягод на прокорм птицам.   |
| 11 сентября (11.09/24.09) | Конец бабьего лета, Обдёра, Федора В Федо́ру лето кончается, осень начинается.» В некоторых местах встреча осени. Федору считали покровительницей озимых хлебов, поэтому в этот день ходили в поле смотреть озими.             |
| 12 сентября (12.09/25.09) | Змеиный день, Артамон Артамон последний раз змей на волю отпускает. А после зазывает их в норы затворяет в глубинах земных на замок. Вереницей в этот день в полдень ползут змеи по лесу.                                     |
| 13 сентября (13.09/26.09) | Корнилье, Корнилий Это, по повериям русского народа, последний тёплый день осени. Последний тёплый дождь идёт. В этот день корнилье заготавливают — корнеплоды разные: репу, свеклу, редьку.                                  |
| 14 сентября (14.09/27.09) | Воздвиженье, Вырий Птицы улетают в тёплые края. Славяне верили, что они прилетают в верхний мир, где живут души умерших — в Ирий. Воздвиженье — третья последняя встреча осени.                                               |
| 15 сентября (15.09/28.09) | Гусепролёт, Репорез, Никита С этого дня начинают срезывать репу, бить домашних гусей; дикие же гуси поднимаются из наших стран восвояси на зимовье. На Никиту задабривают водяного.                                           |
| 16 сентября (16.09/29.09) | Птичья костка, Ефимия Птичья костка — утки ли, глухаря ли — своей твёрдостью, жировым оплывом как бы говорила какой будет предстоящая зима, Не выморозит ли в суровое время семена, озимые хлеба?                             |
| 17 сентября (17.09/30.09) | Всесветский бабий праздник, Софья-Вера-Надежда-Любовь Принято чествовать, угощать пирогами односельчан, которых зовут Софьей, Верой, Надеждой и Любовью. Именины празднуют в честь материнской Мудрости женских Добродетелей. |
| 18 сентября (18.09/01.10) | Журавлиный лёт, Арина осенняя Арину отсталый журавль за тёплое море тянет. Дети и взрослые, заметив издали журавлей, кричат: «Колесом дорога! Колесом дорога!»                                                                |
| 19 сентября (19.09/02.10) | Пчелиная девятина, Зосима Дни с 19 по 27 сентября слывут во многих местах Святой Руси «пчелиной девятиною». В эти дни готовят пчелиную семью к зимовке и убирают ульи на зимний покой, в тёплый уют.                          |
| 20 сентября (20.09/03.10) | Ветряк, Мельник, Астафьевы ветры Крылья мельницы — трепетные, они будто ходят во времени неостановимом. А мельница в солнце — недвижная — чудилась крылатым зверем, что с изумлением землю оглядывает.                        |
| 21 сентября (21.09/04.10) | Дворы, Кондрат В этот день отмечались Дворы — праздник что ни на есть для девушек на выданье. Ходили свахи да свахоньки по улицам, заглядывали через заборы во дворы — каково обихожены?                                      |
| 22 сентября (22.09/05.10) | Листодёр, Фока-ветроградарь Осина по народному поверью, в этот день примеряет зелёное платье. Ветки ствол становятся ещё более зелёными. Зло осиной не возлюблено.                                                            |
| 23 сентября (23.09/06.10) | Оберег уголья печного, Иоанн Предтеча Прошло три недели с 1 сентября — положенное время, чтобы сложенные печниками новые печи уже показали себя. Осень — третье время года, с сентября 23 числа до декабря 25 дня.            |
| 24 сентября (24.09/07.10) | Фёкла Заревница, Замолотки В этот день возжигали «новый» огонь, который добывали путём трения. С Фёклина дня начинаются «замолотки». С полуночи зажигают огонь и при нём начинают молотьбу в овине.                           |
| 25 сентября (25.09/08.10) | Сергей Капустник Рубят капусту. Набивают отпаренные бочки мелко нарубленным, отсечённым от кочерыжек капустным листом. Работа эта была для всей семьи. Дети чистили морковь, старики резали.                                  |
| 26 сентября (26.09/09.10) | Шептун покровный, Иван-путник Этот день — граница всем полевым работам, — земля получает за свои дары небесное благославение на покой до самой весны.                                                                         |
| 27 сентября (27.09/10.10) | Пчёльник, Савватий Последний день пчелиной девятины (с Зосимы — 19 сентября ). Заканчивается уборка ульев в омшаники. Терпеть работницам неволю до ив вешних, до раннецветов.                                                 |
| 28 сентября (28.09/11.10) | День Ильи Муромца, Харитон Былинный герой Илья Муромец почитается как народный заступник, известен как лицо историческое, жил около 1188 года. В Харитонов день старики советовали за порог носа не высовывать.               |
| 29 сентября (29.09/12.10) | Феофан осенний Феофан накинул на солнце кафтан. Потому доброго света в этот день ждали от звёзд. На звёзды, чтобы изба не выстудилась, глядели с полудня, с полуночи.                                                         |
| 30 сентября (30.09/13.10) | Печальница, Михаил-соломенный Крестьяне обновляют постели, жгут старую солому из подушек и матрасов, набивают новой. На Заре купают детей для укрепления здравия, от призору на пороге через решето.                          |

### Октябрь
| 1 октября (01.10/14.10)   | Первое зазимье, Покров Первый иней «покрывал» землю. В народной традиции в этот день отмечалась встреча Осени с Зимой. И именно с этого дня начинались регулярные девичьи посиделки.                                        |
| 2 октября (02.10/15.10)   | День очищения от наваждений, Киприан и Устинья Девушки продолжают ходить на вечёрки, но в будни не играют, не веселятся. Сидят с прялкой или шитьём, за работой, часто поют проголосные песни. День очищения от наваждений. |
| 3 октября (03.10/16.10)   | Осенние лихорадки, Позимний Денис — лихого глаза берегись В этот день необходимо опасаться шабаша нечистой силы. Лютуют осенние лихорадки, шатаются по белу свету, мучаются сами и людей мучат.                             |
| 4 октября (04.10/17.10)   | Лешегон, Ерофеев день Леший сквозь землю проваливается. Расстаётся лесной хозяин со своим зелёным, спевшим уронить наземь почти всю листву, царством, — ломает с досады злой деревья встречные.                             |
| 5 октября (05.10/18.10)   | Первые холстины, Харитины Баба, смекать смекай да за кросны садись, холсты затыкай". Ткали и тонкое бельевое полотно, «сукман», засученный шерстью, для верхней одежды, армяков, азямов.                                    |
| 6 октября (06.10/19.10)   | Большие крома, Фома «Кром», «кромы», «крома» — в древности означало сусек, ларь для зерна и ломоть во всю краюху (а у северян одновременно ткацкий стан).                                                                   |
| 7 октября (07.10/20.10)   | Зиме начальник, Сергий зимний Сергий зиму зачинает. «И увидел Сергий Павла, который стоял на пне, и птицы вились возле него, тут же стоял медведь, ожидая пищи, и бегали вокруг него лисицы и зайцы.»                       |
| 8 октября (08.10/21.10)   | Ознобицы, Трифон и Пелагея С Трифона-Пелагеи все холоднее. Трифон шубу чинит, Пелагея рукавички шьёт барановы. Худо, коли зима врасплох застанет — шапкой с ног свалит.                                                     |
| 9 октября (09.10/22.10)   | Древопилец, Яков Наступает пора заготовки дров на зиму. Ожидали, что «Яков, Брат Божий, крупицу (снежную) пошлёт». Позже всех до сего дня растут сыроежки.                                                                  |
| 10 октября (10.10/23.10)  | Зимоуказатель, Евлампий В этот день крестьяне выходили смотреть на месяц: куда он смотрит? Потому, то «Рога месяца на полночь (на север) — к метелям, к скорой, зиме».                                                      |
| 11 октября (11.10/24.10)  | Филиппова канитель Кичига и ворочь (водяного колеса лопасть) спорят. Крестьяне зерно на мельницу возят. Наступает канитель — распутица, на дорогах грязь.                                                                   |
| 12 октября (12.10/25.10)  | Звездочёт, День мельника, Андрон В этот день наблюдают появление звёзд с полудня и со полуночи. По звёздам гадают о погоде, об урожае. К этому дню в основном заканчивался осенний помол зерна.                             |
| 13 октября (13.10/26.10)  | Банное обиходье, Злата-онучница Выгоняли из больных падучую. На полке протопленной бани прели настои из целебных трав. «Вениамин — топи овин».                                                                              |
| 14 октября (14.10/27.10)  | Параскева Грязниха Этот день отмечался неустойчивой погодой: слякоть, пороша, грязь. «На Грязниху не бывает сухо». Другое название этому дню — Параскева Трепальница — лён треплют.                                         |
| 15 октября (15.10/28.10)  | Льняницы, Луки, Ефим Ефимий холодом корни трав и деревьев с землёй смыкает, всякое насекомое в жухлой траве укрывает, сон навевает.                                                                                         |
| 16 октября (16.10/29.10)  | День зрения, Лонгин-сотник Лонгин-сотник считается целителем глазных болезней, поэтому ему люди молятся о прозрении ослепших и исцелении от «очных» болезней.                                                               |
| 17 октября (17.10/30.10)  | Конец летнего пути, Осий-осенний Конец летнего пути. На Осия — колесо с осью до весны прощается. Дай роздых лошади. Телегу на повети, в сарай втаскивали мужики.                                                            |
| 18 октября (18.10/31.10)  | Лука Подступило время, когда «зима со бела гнезда сымается, к мужику в гости сряжается: дай-ка я на Руси погощу, деревни-села навещу, пива попью, пирогов поем».                                                            |
| 19 октября (19.10/01.11)  | Конюхам отдых, Садок Считали, что в эти дни конюшенный домовой баламутит. Гривы заплетает по ночам у коней, покой старых кобылиц рушит, гордых жеребцов встать на дыбы принуждает.                                          |
| 20 октября (20.10/02.11)  | День атаманов, Артемий День атаманов, воинских предводителей. Бывало поверье, что на защиту рождённого в этот день встаёт «мати зверям» волчица. С этого дня начинается Родительская неделя.                                |
| 21 октября (21.10/03.11)  | Первая пороша, Илларион Первая пороша — не путь. Надо помнить: «Бездорожье хулить — по белу свету не ходить». И вправду, в колдобинах путь, в налитых дождём ямах предостерегает: не зевай по сторонам.                     |
| 22 октября (22.10/04.11)  | Бабья заступница, Осенняя Казанская Свадьбы старались играть на Казанской, так как «Кто на Казанской женится, счастлив будет». Казанскую называли зимотворной: «Казанская морозцам дорогу кажет».                           |
| 23 октября (23.10/05.11)  | Гужники, Яков Починка упряжи. Гуж — кожаная глухая петля, укрепляемая в хомутных клещах. Поэтому в этот день кланялись гужникам, хотя всё равно вожжи да гужи, дуги да оглобли — мужицкая забота.                           |
| 24 октября (24.10/06.11)  | Русский светец, Арефа Устраивали вечером девицы посиделки. Девицы собирались прясть, а сухие поленья на лучину приносили на посиделки парни. Светцем называли деревянный столбик с рогатиной наверху.                       |
| 25 октября (25.10/07.11)  | Дедовские плачи, Маркиан По наблюдениям наших предков, в этот день дождь и тот плачет. А если снег идёт, то снежинки катятся с небес, как слезы. Плачет весь белый свет. Поминают умерших родителей, дедов и прадедов.      |
| 26 октября (26.10/ 08.11) | Большие Осенины, Дмитриев день На Дмитрия заканчивается сезон сватовства. «До Дмитра́ девка хитра́, осле Дмитра ещё хитрее (вышед замуж)», «Да Дзімiтра баба хітра, па Дзімiтры — мужчыны хітры (белорус.)».                  |
| 27 октября (27.10/09.11)  | Обеты, Несторы Обет или зарок — это наложенное на себя обещание, принятое самовольно во мя исполнения чего-либо. Для наших предков выполнение обета становилось святым долгом.                                              |
| 28 октября (28.10/10.11)  | Параскевы Льняницы, Параскева-Пятница Макошь — богиня брака и родов, в её ведении находится такое ремесло, как яжа. У славян считается покровительницей женского начала, защитницей женщин девушек.                         |
| 29 октября (29.10/11.11)  | Овечница, Настасья На Анастасию начинали стричь овец. Всему был праздник на Анастасию: моткам овечьей шерсти, связанным платкам, шерстяным поддевкам, сшитым из овечьих кур, шубам и тулупам.                               |
| 30 октября (30.10/12.11)  | Синицын день, 3иновий Первое массовое появление синиц около домов. У охотников и рыбаков была мета: первого зайца и первую рыбу поймать до Кузминок — всю зиму удача будет сопутствовать.                                   |
| 31 октября (31.10/13.11)  | День матицы, Никодим Матица — мать дома. Благочестивые люди говаривали: «Порядки старины мы чествовали, од матицей мы сиживали, от людей спасибо слыхивали.» Подготовка к зимним Кузьминкам.                                |

### Ноябрь
| 1 ноября (01.11/14.11)  | Кузьминки осенние, Рукомесленники Кузьмадемьян — кузнец, покровитель ремёсел, брака и домашней птицы. Кузьминки — об осени поминки, встреча зимы. Кое-где с этого дня начинают обучать детей грамоте.                          |
| 2 ноября (02.11/15.11)  | Житницы, Акиндин и Пигасий С Акундина по деревням постоянно слышались перестуки мялиц и цепов. Обминали коноплю и лён, продолжали обмолачивать хлеб.                                                                           |
| 3 ноября (03.11/16.11)  | Кросник, Агапий Агапий глядит, может ли девушка поставить ткацкий стан без подсказки матери. На Агапия выткешь кросны, тогда и о женихе будет подумать не поздно.                                                              |
| 4 ноября (04.11/17.11)  | Ерёма — сиди дома Ни огня, ни уголья из дома не дают, счастья пытать не идут. Светец лучину крепко держит, чтоб ни нагаринки из избы не утянула нечистая сила.                                                                 |
| 5 ноября (05.11/18.11)  | День Млечности, Галактион Встарь то-то раздолье ворожбе, невестам-славутницам советы: «О женихах, девки, молитесь». Прошенье к Галактиону доходчиво, в зимний мясоед поставят под венец. Проводы рекрутов.                     |
| 6 ноября (06.11/19.11)  | Ледоставы, Павел исповедник «Мороз и вьюга обнялись, в любви вечной поклялись». На многих речках появляется лёд. Снег в этот день — к снежной зиме.                                                                            |
| 7 ноября (07.11/20.11)  | Зимородок, Федот-ледостав Этого дня весь деревенский люд ждал: «Лишь бы Федот льдом воду сплотил». Если ко дню Федота ручьи и реки вставали, то старики спорую зиму пророчили.                                                 |
| 8 ноября (08.11/21.11)  | Дворовой, Михайлов день Михайлов день — последний осенний праздник. В этот день, по народному обычаю, ублажали дворового — он считался младшим братом домового.                                                                |
| 9 ноября (09.11/22.11)  | Зима становится, Матрёны зимние Раньше люди полагали, что с Матрёны зимней зима, которая была убита Михайловскими оттепелями, встаёт на ноги и морозы прилетают от железных гор.                                               |
| 10 ноября (10.11/23.11) | Крепкий наст, Родион и Ераст Настужает, морозит, что ни зорька. Но снег ноябрьский часто тает, покрываясь тонкой ледяной корой — наслудом. А вот наст — это снег слежавшийся, окрепший. Он охотнику путь укорачивает.          |
| 11 ноября (11.11/24.11) | Фёдор Студит, Студенец Со дня Фёдора Студита прилетают зимние ветры, бывает от них студёно на дворе и морозно на земле. Фёдор Студит на дворе студит, в окошко стучит, ветры голодным волком воют.                             |
| 12 ноября (12.11/25.11) | День подарков, Иван-милостивый На Ивана — снега́. Перед Филиповским постом поминали предков. В Белорусском Полесье старались с кем-нибудь хоть чем-нибудь поделиться, подарить что-либо.                                        |
| 13 ноября (13.11/26.11) | Осенние зяби, Иоанн Златоуст Созывает зима свою свиту: вьюги и метели. На Украине в этот день ходили в гости сами и принимали гостей, стараясь съесть и выпить как можно больше скоромных продуктов.                           |
| 14 ноября (14.11/27.11) | Куделица, Филипповки Конец свадебным неделям. День святого Филиппа праздновался широко, щедро: это было Заговенье (мясоед) перед Рождественским постом. Куделица — первая неделя прядения в Филиппов пост.                     |
| 15 ноября (15.11/28.11) | Зима на пегой кобыле, Гурий С этого дня все нечистые убегают с земли завидев зиму на пегой кобыле. В Гурьев день зима с коня слезает, встаёт на ноги, куёт седые морозы, стелет по рекам, озёрам ледяные мосты.                |
| 16 ноября (16.11/29.11) | Зима потеет, Матвей На Матвея погода ещё весьма непостоянная, осень никак не уступает зиме, эта особенность природы передана в календарной примете: «На Матвея зима потеет, а земля преет».                                    |
| 17 ноября (17.11/30.11) | Встреча Сивера, Григорий Зимоуказатель Сивер — это северный ветер, старший из ветров, от него зависят и зимние дороги, и метели, и весь зимний промысел. Суровый северный ветер испытывает силу русского человека в этот день. |
| 18 ноября (18.11/01.12) | Зимоуказчики, Платон и Роман Гляди зиму! С утра тепло — значит быть оттепелям в начале зимы, холод да вьюга в полдень — таковой будет середина зимы, а если под вечер закрутит метель — то уйдёт зима с угрозами.              |
| 19 ноября (19.11/02.12) | Радетель, Авдей Метель дорогу перенимает, в щели земные, в трещины лихие болезни загоняет. Хитростью брала нечистая сила, и морозу, чтобы настигнуть её, нужна была хитрость и мудрость не меньшая.                            |
| 20 ноября (20.11/03.12) | Проклинатели нечисти, Прокл Знахари, бабки-шептуньи нарасхват: «На Прокла всякую нечисть проклинают». Перед стужами провалилась сквозь землю некошная погань, сотворить же от неё заговор не хуже.                             |
| 21 ноября (21.11/04.12) | Ворота зимы, Введение Введение — или зимы не ставит, или сряжает на зимний торг сани. Со Введеньева дня начинались зимние гулянки-катанья и зимние торги. Праздник молодой семьи.                                              |
| 22 ноября (22.11/05.12) | Вехостав, Прокопий зимний В обычае — с этого дня чистить от снега дороги, зимние вехи ставить, дорогу обозначать; местами вешать дорогу снопами вымолоченной ржи, по другим местам — сосенками да ёлочками.                    |
| 23 ноября (23.11/06.12) | Волхв, Митрофан, День памяти Александра Невского Белорусы называют день «Варажбіт» — волхв, ворожей, и в этот день не прядут. На Руси чтут память великого князя Александра Невского.                                          |
| 24 ноября (24.11/07.12) | Санница, Катерина Устраиваются гонки на санях. Всей деревней, стар и мал, собираются на какой-либо горке, чтобы посмотреть и поболеть за своих. С Екатерины мужики нередко ходили в извоз.                                     |
| 25 ноября (25.11/08.12) | Холодный, Клим Мороз в этот день ярый случается, мужика погоняет. В ригах продолжали молотить хлеб. Женщины садились поближе к окошкам с веретеном и прялкой, с пяльцами коклюшками.                                           |
| 26 ноября (26.11/09.12) | Волчий Заступник, Егорий осенний Не напрасно существует так много высказываний о звере рыскучем. Волки на Егория хаживают возле дворов, норовят скороминку ухватить.                                                           |
| 27 ноября (27.11/10.12) | Знамение, Домочадцев день, Роман Русский народ без родни не живёт. Сказывают люди: «Вся семья вместе, так душа на месте». Старики позорчей наблюдали за звёздами, ветрами, течением облаков.                                   |
| 28 ноября (28.11/11.12) | Сойкин день, Степаны зимние Сойка — заступница рождённого в этот день. Коли она позовёт в этот день, к окну прилетит или у крыльца станет кричать, — то это предвестие, знак следовать за ней.                                 |
| 29 ноября (29.11/12.12) | Зорник, Парамон «Утреннюю зарю смотри!» — наказ Парамона хоть домоседам, хоть тем, кто в пути. Багряная заря — к ветрам стылым, утро красно — быть дню ясному, коли утро снежное — быть метелям неутешным.                     |
| 30 ноября (30.11/13.12) | Гадальный день, Андрей Первозванный Поутру старики воду наслушивали и судили о погоде зимой. Ночь на 30 ноября называют в народе Андреевой — девушкам и юношам в Андрееву ночь являются образы их суженых.                     |

### Декабрь
| 1 декабря (01.12/14.12)   | Грамотник, Наум По давно заведённому обычаю крестьяне с этого дня детей начинали учить грамоте. Более удобного времени для овладения азами чтения и счёта крестьянину не найти.                                                    |
| 2 декабря (02.12/15.12)   | Аввакумовы обереги, Абакум Следовали наши предки Аввакумовым обережениям: «У Господа испроси. Он светильник горящий и священный. К его Свету следуй!» Угрюмость и отчаяние в себе искореняй.                                       |
| 3 декабря (03.12/16.12)   | Безмолвник, Иван-молчальник В этот день сведущие люди советовали молодёжи попридержать язык, помолчать. Кто на Ивана Молчальника помолчит, тот красноречив весь год будет.                                                         |
| 4 декабря (04.12/17.12)   | Заваруха, Варвара — ночи урвала Считается, что на Варвару день увеличивается! Этот день был «бабским» праздником, поэтому не прядут кудель, а вот толокно молоть и лён трепать дозволяется. Варваре молятся о лёгких родах.        |
| 5 декабря (05.12/18.12)   | Савва с салом, Савин день Не ходи за порог — не мешай мостить дорог. Савва салит, ледяные настилы стелет, гвозди острит. Укатает Савва, будет земля укрыта справно.                                                                |
| 6 декабря (06.12/19.12)   | Никола зимний, Зимник «Никола — второй после бога заступник». Покровитель земледелия и скотоводства, хозяин земных вод, милостивый святой, заступник крестьян от всех бед и несчастий.                                             |
| 7 декабря (07.12/20.12)   | Абросим «Преподобный Абросим сорок праздников отбросил». С этого дня до Рождества (25 декабря) нет никаких праздников. С особым усердием принимались девицы за шитьё.                                                              |
| 8 декабря (08.12/21.12)   | Рукодельница, «Сонцаварот», Анфиса В этот день над шитьём девушки уже задумывали о суженых. «Иголка-сестричка, покажи мне суженого личико!».                                                                                       |
| 9 декабря (09.12/22.12)   | Анна тёмная, Тёмный день, «Сонцаварот» В этот день, по народному поверью, идёт страшная битва тёмных сил со светом Божиим. Анна считалась заступницей и покровительницей беременных женщин.                                        |
| 10 декабря (10.12/ 23.12) | Оберег от полуночниц, Мина и Ермоген Когда дитя не спит, ножками стучит, бабка омельной лопаточкой — куриным крылом над колыбелью качит, гонит полуночниц. Дни Спиридона Поворота начинаются и длятся по 29 декабря.               |
| 11 декабря (11.12/24.12)  | Никон, Данила и Лука В этот день говорили: «Никон стоит у икон». Молились святому, просили успокоить душу, отогнать нечистую силу, которая в снеговых бурях да метелях кружила.                                                    |
| 12 декабря (12.12/25.12)  | Солнцеворот, Спиридон После осеннего равноденствия, по народному поверью, солнце умирало — и тогда начинал торжествовать мрак. На Спиридона солнце поворачивает на лето на радость свету.                                          |
| 13 декабря (13.12/26.12)  | Ведьмины посиделки, Евстрат — солнышку рад В этот день бывали, по мнению русского народа, ведьмины посиделки и сборища, на которых они решали, как схватить солнце да сжить его с белого света. Нельзя в этот день сквернословить. |
| 14 декабря (14.12/27.12)  | Хозяин, Филимон В это время выходят ехидны, кикиморы и жалятся у оконниц. Оборотень зловещий волком рыскучим по двору мечется. Но у хозяина одна забота — не встала бы в доме работа.                                              |
| 15 декабря (15.12/28.12)  | Заря в рукавицах, Трифон Заря в рукавицах, красными радугами опоясана — значит, мороз грозен. Высыпал хозяин поутру раскалённые угли в снег, тем самым нечисть от дома отваживал.                                                  |
| 16 декабря (16.12/29.12)  | Инесей, Аггей Агей-пророк сеет иней на порог. В этот день внимательно следили за погодой. Если в этот день будет на деревьях иней, то Святки будут тёплыми.                                                                        |
| 17 декабря (17.12/30.12)  | Данииловы сборы Даниил в путь «сбирается», сны под головы в звёздную ночь кладёт, предвещает: «Сын Божий на землю идёт. Во снах не заспите святой земли!».                                                                         |
| 18 декабря (18.12/31.12)  | Покров скота, Модестов день Святому Модесту молились о защите скота от падежа. День этот отмечался мужскими братчинами с пивом и мясом, посвящёнными святому — заступнику животных.                                                |
| 19 декабря (19.12/01.01)  | День памяти Ильи Муромца, Вонифатий День памяти былинного героя Ильи Муромца. В день этот полагалось поклониться Земле Родной и вспомнить славные подвиги народных героев — защитников Отечества.                                  |
| 20 декабря (20.12/02.01)  | Игнатий Богоносец, Оберег дома В этот день дом оберегали. Игнатию Богоносцу молебны служили, чтобы дом беречь от всякой напасти. Дому надо было обязательно поклониться.                                                           |
| 21 декабря (21.12/03.01)  | Полукорм, Пётр Прикидывает, хозяин, запас сена, соломы: достанет на сытную зимовку? Поутру ходил хозяин кромить сусеки, торкать (перелопачивать) зерно. Принято было в этот день «наслушивать» сусеки.                             |
| 22 декабря (22.12/ 04.01) | Анастасия Узорешительница, Узоразрешительница Молитва к этой великомученице, — гласит простонародная мудрость, — способствует благополучному разрешению от бремени.                                                                |
| 23 декабря (23.12/ 05.01) | Оберег скотины, Федул Скотину недолго испортить в этакую морозную пору, не то, что человека. Лишний раз постелить корове, навести пойло коню. Ведь всякая скотинка от хозяйского глаза и добреет, и здоровеет.                     |
| 24 декабря (24.12/06.01)  | Сочельник, Постная кутья Под Рождество во дворе жгут навоз и солому среди двора, чтоб родители на том свете согревались. Стол к ужину осыпается сеном, поверх стелется скатерть.                                                   |
| 25 декабря (25.12/07.01)  | Коляда, Рождество Солнце, круто поворачивая с зимы на лето, словно возрождается к новой жизни с новой силою. Накануне в сумерки всей деревней собираются на высокие костры, молодёжь с вечера колядует.                            |
| 26 декабря (26.12/08.01)  | Бабьи каши, Праздник собора пресвятой Богородицы В этот день было принято чествовать повивальных бабок. Им приносили подарки и угощения, водку, блины. Приходили с детьми, чтобы бабки их благословили.                            |
| 27 декабря (27.12/09.01)  | Степановы труды, Вождение медведя Стефан считается покровителем домашнего скота, особенно лошадей. На Стефанов день поят лошадей через серебро, чтобы не болели и были добрыми. Происходили выборы пастуха.                        |
| 28 декабря (28.12/10.01)  | Домочадцев день, Агафия и Домна В Домочадцев день вся семья приходила на Красную горку и повязывала на свои колья каждый свой лоскуток и загадывали желания.                                                                       |
| 29 декабря (29.12/11.01)  | День сказок и загадок, Страшный вечер В сумерках, когда вся семья, за исключением молодёжи, проводившей время на посиделках, забиралась на печи, да на полати отдыхать, детям рассказывали сказки, да загадывали загадки.          |
| 30 декабря (30.12/12.01)  | Порезуха, Анисья-желудочница Крестьяне режут свиней и гусей и по печени и селезёнке судят о характере зимы. Если селезёнка ровная и гладкая, то ожидай зиму суровую.                                                               |
| 31 декабря (31.12/13.01)  | Щедрец, Маланья, Васильев вечер, Овсень Последний день святок — Щедрец, знаменит своими щедровками и праздничным пиром. Перед пиром необходимо повеселить народ щедровками. Вечером проводят обряд вождения «козы» или «коня».     |

## Подвижные даты

### Пасхальный цикл
- Пёстрая неделя
- Мясопустная суббота
- Масленица
- Фёдорова неделя
- Средокрестная неделя
- Вербная неделя в славянской традиции
- Страстная неделя
- Пасха (Велик день)
- Светлая неделя
- Красная горка
- Радоница
- День жён-мироносиц
- Преполовение
- Вознесеньев день
- Семик
- Троицкая суббота
- Русальная неделя
- Троицын день
- Духов день
- День воды
- Петровское заговенье
- Праздник Божьего Тела

### Недельный цикл
- Благовещенская Пятница
- Серпавица (Ильинская пятница)
- Покровская суббота
- Михайловская суббота
- Дмитриевская суббота